# Милка Керин Похорска
Људмила Милка Керин — Похорска (Велики Подлуг, код Кршког, 1. јануар 1923 — Љубно, 31. јул 1944) била је учесница Народноослободилачке борбе и народни херој Југославије.

## Биографија
Рођена је 1. јануара 1923. године у селу Великом Подлугу, у општини Лесковец код Кршког. Потиче из средње имућне земљорадничке породице, која је живела тешко, јер је њен отац Алојз умро млад, а мајка је остала сама с петоро деце. Основну школу је похађала у родном селу, а затим још четири разреда Грађанске школе у Кршком. После завршеног школовања, с мајком је радила на имању.
Још пре почетка Другог светског рата Милка се повезала с предратним револуционаром Францом Пацеком, и то после његовог повратка из концентрационог логора у Билећи. Пацек ју је почео уводити у партијски рад, па су њих двоје, у лето 1941. године били најистакнутији организатори Народноослободилачког покрета у Кршком и околини. Милк је у лето 1941. године постала чланица Комунистичке партије Словеније. После разбијања илегалне групе чланова Партије и скојеваца у Кршком, који су већином пострељани као таоци 30. јула 1941. године, Милка и Франц су се повукли преко тадашње немачко-италијанске границе у Долењску, у партизански логор Новомештанске партизанске чете у Горјанцима.
Извесно време су се задржали и на партизанском положају на Фрати. Из логора Новомештанске партизанске чете, који се крајем октобра налазио на Брезовом Ребру, они су се упутили с партизанском патролом на Козјанско, на везу са Штајерским партизанским батаљоном. Пошто је патрола, 26. октобра 1941. године, издајом, била откривена, Милка је заробљена. Жандармеријска станица Козје ју је предала у судски затвор у Кршком, одатле је 12. децембра пребачена у судски затвор у Марибору, а 7. јануара 1942. године у логор на Бориу.
У логору се повезала с илегалном организацијом, и нарочито се зближила с групом скојевки из Руша. Кад је, 28. априла 1942. године, с њима у већој групи пуштена из логора, настанила се код своје сестре Ангеле у Словенјградецу и остала с рушким скојевкама у вези. После двомесечног боравка у Словенјградецу, Милка је морала у Саксонију, код мајке, која је у међувремену била тамо исељена с породицом. Међутим, она је 2. августа 1942. године отпутовала у Руше, и преко групе рушких скојевки ступила у Рушку партизанску чету. С Рушком четом је, у јесен 1942. године, учествовала у свим њеним акцијама, на обронцима северног и источног Похорја, и с њом, се 3. новембра 1942, придружила Похорском партизанском батаљону.
У Похорском партизанском батаљоном, она је најпре била секретар партијске ћелије у Првој чети, а касније политички делегат женског вода. У батаљону није остала дуго, у новембру је неколико дана била на терену у Разборју. После тешке борбе Похорског партизанског батаљона, 3. децембра 1942. године, у селу Јосипдолу код Рибнице, на Похорју, кад је, приликом напада на полицијску станицу, тешко рањен политички комесар Друге групе партизанских одреда Душан Кведер, народни херој, и после пробијања из обруча наредног дана на Скривном хрибу, она је, као болничар додељена у санитетски бункер у Шкалским Цирковцима, где је у зиму 1942/43. године Душан Кведер био на лечењу.
Почетком марта 1943. године, Милка Керин се вратила у оперативну јединицу. На Лимбарској гори се прикључила Засавском партизанском батаљону, из њега је у мају 1943. године прешла у Савињски батаљон Камнишкозасавског партизанског одреда, где је најпре била водник, а касније политичког комесар батаљона. У другој половини јуна 1943, стигла је на Похорје у Други похорски партизански батаљон. Кад је, пред капитулацију Италије, дошло у Долењској до обимне концентрације Словенских партизанских јединица, средином августа 1943. године, на Похорју се из Другог похорског батаљона издвојила већа група (у којој је била и Милка), која је отишла на Моравску, прикључила се Шестој словеначкој ударној бригади „Славко Шландер“ и с њом се пробила преко Саве на Долењску.
Милка није отишла у Долењску, с групом из Похорја, већ је остала на Моравском, у склопу Покрајинског комитета КП Словеније. Била је делегат штајерских жена-бораца на Првом конгресу Словеначке антифашистичке лиге жена, 17. октобра 1943. године у Добрничу, у Долењској. После формирања Једанаесте словеначке бригаде „Милош Зиданшек“, 8. јануара 1944. године, Милка је постала заменик политичког комесара Првог батаљона и с бригадом поново дошла на Похорје.
С бригадом је учествовала у многим борбама почетком 1944. године. У борби, у ноћи између 30. априла и 1. маја 1944. године, кад је Једанаеста словеначка бригада, у склопу операција Четрнаесте словеначке дивизије у Штајерској, у јаком нападу разбила немачко упориште у Мисињу, Милка Керин се нарочито истакла. У јулу 1944. године, Милка је извесно време била на партијском течају на Моравском. У јединицу се вратила у када је почело ослобађање горње Савињске долине. Уз пут је доспела у Шесту словеначку бригаду, и с њом 31. јула учествовала у нападу на Љубно. На крају борбе, кад је Љубно већ било скоро ослобођено, смртно ју је погодио непријатељски метак.
Указом председника ФНР Југославије Јосипа Броза Тита 21. јула 1953. проглашена је за народног хероја.